# Svärdstecknet
Svärdstecknet är ett militärt förtjänsttecken som tillhör Svärdsorden och som instiftades den 26 juni 1850.

## Bakgrund
Svärdstecknet instiftades den 26 juni 1850 av Oscar I, tillsammans med Svärdsmedaljen, som en ny klass inom Svärdsorden, och var en förtjänstemedalj för ådagalagda förtjänster utaf Underofficerare vid Arméen och Flottan. Det tilldelades underofficerare samt från 1896 civilmilitärer. En innehavare av svärdstecknet kallas svärdsman.  Tecknet liknar riddartecknet för Svärdsorden, men korsarmarna är inte emaljerade utan i silver. Den bär även samma devis på latin: Pro Patria, vilket betyder För Fäderneslandet.
Den danske kungen Fredrik VII tilldelades efter egen önskan Svärdstecknet 1860 av Karl XV. I samband därmed skänkte han en silverpokal, den så kallade Knaggakannan, till underofficerskåren vid Skånska husarregementet.
Svärdstecknet upphörde att utdelas efter ordensreformen 1975, men efter Belöningsreformens införande 2023 fastställdes Svärdsordens nya statuter, där Svärdstecknet nu åter kan utdelas.

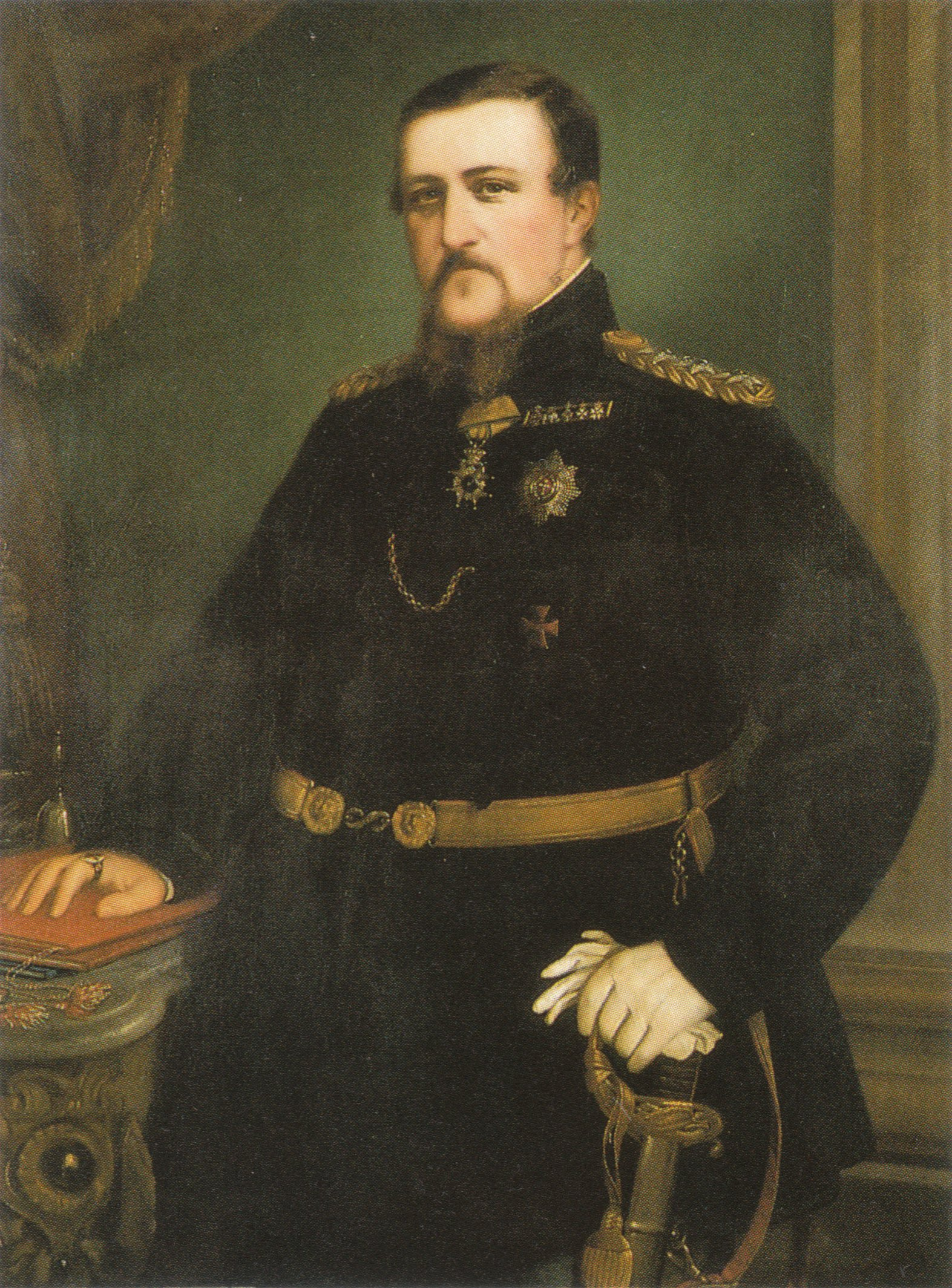
Fredrik VII bärandes Svärdstecknet på bröstet.